# Len Casanova
Leonard Joseph Casanova (Ferndale, Kalifornia, 1905. június 12. – Eugene, Oregon, 2002. szeptember 30.) amerikai sportoló, edző. 1977 óta a College Football Hall of Fame tagja.
Hosszú betegséget követően egy eugene-i idősotthonban hunyt el.

## Fiatalkora
1923-ban a Santa Clara Egyetem hallgatója és amerikaifutball-játékosa lett. 1924-ben halfback és punter volt, első sikerét a Saint Mary’s Gaels elleni mérkőzés toudchdownjával szerezte.
A Gaels csapatkapitánya volt. 1927-ben filozófia szakon történelem minorral alapdiplomát, 1932-ben pedig tanárszakos képesítést szerzett. A San Francisco Olympic Club tagjaként egy szezonban játszott.

## Pályafutása

### Középiskolai edzőként
1927-ben a St. Joseph Katonai Akadémia tanára és edzője, 1928-tól pedig a Sequioa Középiskola testneveléstanára, valamint amerikaifutball- és baseballedzője volt. Az amerikaifutball-játékosok 1935-ben megnyerték a Peninsula Athletic League bajnokságát.

### Egyetemi edzőként

#### Santa Clara Broncos
1936-ban a Santa Clara Egyetem „ezüstrókája”, Buck Shaw edzőhelyettese lett. Első szezonjában az 1937-es Sugar Bowlon legyőzték az LSU Tigerst. Az 1942-es szezont követően a második világháború miatt a játékokat felfüggesztették, Casanova pedig a tengerészet hadnagya lett, a háború végén szerelt le.
Edzői pályafutása 1948-ban folytatódott. Az 1950-es Orange Bowlon az ellenfél Kentucky Wildcats edzője Bear Bryant volt, aki a haditengerészetben Casanova alatt szolgált. A bowlmérkőzés után anyagi okokból a Broncos válogatott amerikaifutball-csapata megszűnt.

#### Pittsburgh Panthers
1950-ben a Pittsburgh Panters edzője lett, ahol a tapasztalt játékosok miatt nagy sikerekre számított. A koreai háborúban játékosainak többségét besorozták, így az 1950-es szezonban csak egy győzelmük volt.

#### Oregon Webfoots
1951-ben az 1–9-es eredményű Oregon Webfoots edzője lett. Első országosan közvetített mérkőzésükön 20–12-re legyőzték a Nebraska Cornhuskerst. John Robinson későbbi edző szerint Casanova „mindannyiuk mentora” volt.
1964-ben az Amerikai Amerikaifutball-edzők Szövetségének elnöke lett.

## Emlékezete
1967 és 1971 között az Oregon Ducks atlétikai igazgatója volt, és emellett is nagy szerepet vállalt az adománygyűjtésekben.
1969 és 1973 között az NCAA szabályalkotó testületének tagja volt. 1977-ben a College Football Hall of Fame tagja lett, 1990-ben pedig megkapta az Amos Alonzo Stagg-díjat. Az Oregon Ducks legjobb új játékosa megkapja a Len Casanova-díjat.
Sikerei miatt 1991-ben az Oregoni Egyetem kérvényezte az államtól, hogy esetében tekintsenek el az élő személyekről szóló elnevezési tilalomtól, és az új atlétikai központ Len Casanova nevét kapta meg. 2002-ben, 96 évesen is részt vett az öregdiák-találkozókon.

## Magánélete
1931. június 12-én feleségül vette Dixie Simmerst, akivel két gyermekük született. Simmers halála után, 1963-ban feleségül vette Margaret Pence Hathawayt.

## Eredményei edzőként
| Év                                                             | Eredmény                                   | Eredmény                                   | Helyezés                                   | Továbbjutás                                | Rangsor                                    | Rangsor                                    |
| Év                                                             | Összesített                                | Konferencia                                | Helyezés                                   | Továbbjutás                                | Coaches                                    | AP                                         |
| Santa Clara Broncos (Konferenciafüggetlen)                     | Santa Clara Broncos (Konferenciafüggetlen) | Santa Clara Broncos (Konferenciafüggetlen) | Santa Clara Broncos (Konferenciafüggetlen) | Santa Clara Broncos (Konferenciafüggetlen) | Santa Clara Broncos (Konferenciafüggetlen) | Santa Clara Broncos (Konferenciafüggetlen) |
| -------------------------------------------------------------- | ------------------------------------------ | ------------------------------------------ | ------------------------------------------ | ------------------------------------------ | ------------------------------------------ | ------------------------------------------ |
| 1946                                                           | 2–5–1                                      | –                                          | –                                          | –                                          | –                                          | –                                          |
| 1947                                                           | 4–4                                        | –                                          | –                                          | –                                          | –                                          | –                                          |
| 1948                                                           | 7–2–1                                      | –                                          | –                                          | –                                          | –                                          | –                                          |
| 1949                                                           | 8–2–1                                      | –                                          | –                                          | Orange Bowl                                | –                                          | 15                                         |
| Eredmény:                                                      | 21–13–1                                    | –                                          | –                                          | –                                          | –                                          | –                                          |
| Pittsburgh Panthers (Konferenciafüggetlen)                     |                                            |                                            |                                            |                                            |                                            |                                            |
| 1950                                                           | 1–8                                        | –                                          | –                                          | –                                          | –                                          | –                                          |
| Eredmény:                                                      | 1–8                                        | –                                          | –                                          | –                                          | –                                          | –                                          |
| Oregon Webfoots (Pacific Coast Conference)                     |                                            |                                            |                                            |                                            |                                            |                                            |
| 1951                                                           | 2–8                                        | 1–6                                        | 8.                                         | –                                          | –                                          | –                                          |
| 1952                                                           | 2–7–1                                      | 2–5                                        | T–6.                                       | –                                          | –                                          | –                                          |
| 1953                                                           | 4–5–1                                      | 2–5–1                                      | 8.                                         | –                                          | –                                          | –                                          |
| 1954                                                           | 6–4                                        | 5–3                                        | 3.                                         | –                                          | –                                          | –                                          |
| 1955                                                           | 6–4                                        | 4–3                                        | 4.                                         | –                                          | –                                          | –                                          |
| 1956                                                           | 4–4–2                                      | 3–3–2                                      | T–4.                                       | –                                          | –                                          | –                                          |
| 1957                                                           | 7–4                                        | 6–2                                        | T–1.                                       | Rose Bowl                                  | 17                                         | –                                          |
| 1958                                                           | 4–6                                        | 4–4                                        | 5.                                         | –                                          | –                                          | –                                          |
| Oregon Webfoots (NCAA University divízió)                      |                                            |                                            |                                            |                                            |                                            |                                            |
| 1959                                                           | 8–2                                        | –                                          | –                                          | –                                          | –                                          | –                                          |
| 1960                                                           | 7–3–1                                      | –                                          | –                                          | Liberty Bowl                               | –                                          | –                                          |
| 1961                                                           | 4–6                                        | –                                          | –                                          | –                                          | –                                          | –                                          |
| 1962                                                           | 6–3–1                                      | –                                          | –                                          | –                                          | –                                          | –                                          |
| 1963                                                           | 8–3                                        | –                                          | –                                          | Sun Bowl                                   | –                                          | –                                          |
| Oregon Webfoots (Athletic Association of Western Universities) |                                            |                                            |                                            |                                            |                                            |                                            |
| 1964                                                           | 7–2–1                                      | 1–2–1                                      | T–6.                                       | –                                          | –                                          | –                                          |
| 1965                                                           | 4–5–1                                      | 0–5                                        | 8.                                         | –                                          | –                                          | –                                          |
| 1966                                                           | 3–7                                        | 1–3                                        | T–6.                                       | –                                          | –                                          | –                                          |
| Eredmény:                                                      | 82–73–8                                    | 29–41–4                                    | –                                          | –                                          | –                                          | –                                          |
| Összesen:                                                      | 104–91–11                                  | –                                          | –                                          | –                                          | –                                          | –                                          |
| Jelmagyarázat: Konferenciabajnok                               |                                            |                                            |                                            |                                            |                                            |                                            |

## Fordítás
- Ez a szócikk részben vagy egészben  a   Len Casanova című angol Wikipédia-szócikk ezen változatának fordításán alapul.  Az eredeti cikk szerkesztőit annak laptörténete sorolja fel. Ez a jelzés csupán a megfogalmazás eredetét és a szerzői jogokat jelzi, nem szolgál a cikkben szereplő információk forrásmegjelöléseként.